# Spelartrupper under Europamästerskapet i handboll för herrar 1994
Den här artikeln innehåller spelartrupper till Europamästerskapet i handboll för herrar 1994 som spelades i Portugal mellan 3 och 12 juni 1994.

## Europamästarna -Sverige
- Ola Lindgren
- Per Carlén
- Erik Hajas
- Jerry Hallbäck
- Stefan Lövgren
- Robert Andersson
- Pierre Thorsson
- Staffan Olsson
- Magnus Andersson
- Tommy Suoraniemi
- Mats Olsson
- Tomas Svensson
- Robert Hedin
- Magnus Wislander
- Martin Frändesjö

## Silver -Ryssland
- Andrei Antonevitj
- Dmitrij Filippov
- Valerij Gopin
- Vjatjeslav Gorpisjin
- Oleg Grebnev
- Dimitri Karlov
- Oleg Kisseliev
- Vasili Kudinov
- Stanislav Kulintsjenko
- Andrej Lavrov
- Pavel Sukossian
- Dimitri Torgovanov
- Igor Vassiljev

## Brons -Kroatien
- Zvonimir Bilic
- Patrik Cavar
- Darko Franovic
- Bruno Gudelj
- Vladimir Jelcic
- Nenad Kljaic
- Valter Matosevic
- Alvaro Nacinovic
- Ivica Obrvan
- Tonci Peribonia
- Goran Perkovac
- Iztok Puc
- Zlatko Saracevic
- Irfan Smajlagic
- Vlado Sola
- Ratko Tomljanovic